# Боерица (хижа)
„Боерица“ е туристическа хижа, намираща се в местността Боерица в планината Витоша. Представлява четириетажна сграда. Официално е вкарана в регистрите като хижа през 1956 година, но има данни, че е строена още от 1935 година.
През 2012 година се създава Туристическо дружество Боерица, което се заема с популяризиране на хижата и дейностите около нея.
В период на повече от 10 години хижата е безстопанствена и се руши. През 2017 година започва инициатива, подета от множество сдружения, за възстановяване и поддържане на хижата.

## Изходни пунктове
- местността Златните мостове (последна спирка на автобус № 63) – 1 час
- село Владая (спирка „Кметство Владая“ на автобуси № 58 и 59) – 2,30 ч
- квартал „Княжево“ на София (последна спирка на трамваи № 5 и 11) – 3ч

## Съседни туристически обекти
- хижа Кумата – 15 минути
- хижа Момина скала –1 час и 15 минути
- хижа Планинарска песен – в непосредствена близост
- хижа Тинтява – 50 минути
- хижа Септември – 40 минути
- хижа Борова гора – в непосредствена близост